# Liste des maires de Bédoin
Cet article dresse une liste par ordre de mandat des maires de Bédoin.

## Liste des maires
| Période                                  | Période        | Identité | Étiquette | Qualité               |
| ---------------------------------------- | -------------- | --- | --------- | --------------------- |
| Les données manquantes sont à compléter. |                | |           |                       |
| 1792                                     | 1793           | Antoine Pascal |           |                       |
| 1793                                     | août 1793      | Gabriel Édouard Bertrand |           |                       |
| août 1793                                | mai 1794       | Silvestre Fructus |           | Fabricant de tuiles   |
| mai 1794                                 |                | Nicolas, maire de Mazan, nommé maire de Bédoin par les révolutionnaires, sur ordre de Maignet, représentant du peuple pour le département |           |                       |
| 1800                                     | 1808           | Joseph Chalon |           |                       |
| 1808                                     | 1815           | François Allemand |           |                       |
| 1815                                     | 1830           | François-Grégoire Faulcon |           |                       |
| 1830                                     | 1831           | François, Xavier, Marie Allemand |           |                       |
| 1831                                     | 1835           | Jean-Vincent Damian |           |                       |
| 1835                                     | 1838           | Joseph, François Chalon |           |                       |
| 1838                                     | 1840           | Joseph, Xavier Thomas |           |                       |
| 1840                                     | 1848           | Jean-Joseph Eymard |           |                       |
| 1848                                     | 1848           | Jean-Vincent Damian |           |                       |
| 1848                                     | 1850           | Joseph Dauberte |           |                       |
| 1850                                     | 1852           | Joachim Reynard |           |                       |
| 1852                                     | 1855           | Jean-Joseph Reynard |           |                       |
| 1855                                     | 1856           | Joachim, Jean-Joseph Reynard |           |                       |
| 1856                                     | 1858           | Jean, Polycarpe Vache |           |                       |
| 1858                                     | 1870           | Joseph-Charles Eymard |           |                       |
| 1870                                     | 1874           | Jacques Favier |           |                       |
| 1874                                     | 1878           | Joseph Talène |           |                       |
| 1878                                     | 1881           | Jacques Favier |           |                       |
| 1881                                     | 1884           | Maxime Favier |           |                       |
| 1884                                     | 1885           | Étienne Raspail |           |                       |
| 1885                                     | 1889           | Étienne Martin |           |                       |
| 1889                                     | 1890           | Jacques Favier |           |                       |
| 1890                                     | 1892           | Maxime Favier |           |                       |
| 1892                                     | 1893           | Jérôme Gerbaud |           |                       |
| 1893                                     | 1896           | Denis Dauberte |           |                       |
| 1896                                     | 1902           | Hyppolite Adam |           |                       |
| 1902                                     | 1905           | Jérôme Gerbaud |           |                       |
| juillet 1905                             | janvier 1914   | Émile Reynard |           |                       |
| janvier 1914                             | décembre 1919  | Eusèbe Adam |           |                       |
| décembre 1919                            | mai 1925       | Eugène Gobelin |           |                       |
| mai 1925                                 | août 1944      | Camille Reynard |           |                       |
| août 1944                                | mai 1945       | Ernest Daufes (délégation spéciale après démission du conseil)                                                                            |           |                       |
| mai 1945                                 | mai 1953       | Augustin Favier (après le refus de Victor Clop)                                                                                           |           |                       |
| mai 1953                                 | septembre 1979 | Albert Artilland |           | Propriétaire          |
| septembre 1979                           | 1989           | Benoît Fin |           | Agriculteur           |
| 1989                                     | 2001           | Helen Adam |           | Agriculteur           |
| 2001                                     | 2020           | Luc Reynard, | PRG       | Professeur d'économie |
| 2020                                     | en cours       | Alain Constant | DVG       |                       |